# Bnkr44
Bnkr44 (Bunker Quarantaquattro) — італійський музичний гурт, створений в Емполі в 2019 році.

## Історія
Гурт Bnkr44 створений в Емполі, Тоскана, 4 квітня 2019 року.
Їхня назва є посиланням на бункер, колишню шкіряну фабрику, перепрофільовану під студію для гурту, а також на дату (4/4), коли вони були засновані.
У 2020 році гурт випустив студійний альбом «44.Deluxe» на лейблі Bomba Dischi, але перед цим завантажив свої пісні на SoundCloud.
Гурт Bnkr44 брав участь у четвертому вечорі музичного фестивалю в Сан-Ремо, Sanremo Music Festival 2023, заспівавши разом із репером Sethu кавер-версію пісні «Charlie fa surf» гурту Baustelle.
У 2023 році гурт потрапив до трійки кращих пісенного конкурсу Sanremo Giovani зі своєю піснею «Effetti speciali», що принесло їм місце на музичному фестивалі Sanremo Music Festival 2024, де вони виконали пісню «Governo punk».

## Учасники гурту
- П'єтро Серафіні (Pietro Serafini) — відомий як Fares
- Даріо Ломбарді (Dario Lombardi) — відомий як Erin
- Марко Віттільо (Marco Vittiglio) — відомий як Caph
- Якопо Адамо (Jacopo Adamo) — відомий як JxN
- Андреа Лоччі (Andrea Locci) — відомий як Faster
- Дуччо Капоні (Duccio Caponi) — відомий як Piccolo[5]

## Дискографія

### Альбоми
| Назва                        | Дата релізу       | Лейбл        | Пікові позиції в чартах |
| Назва                        | Дата релізу       | Лейбл        | ITA                     |
| ---------------------------- | ----------------- | ------------ | ----------------------- |
| 44.Deluxe                    | 4 листопада 2020  | Bomba Dischi | —                       |
| Farsi male a noi va bene     | 26 листопада 2021 | Bomba Dischi | 34                      |
| Farsi male a noi va bene 2.0 | 26 травня 2022    | Bomba Dischi |                         |
| Fuoristrada                  | 28 квітня 2023    | Bomba Dischi | 48                      |

### Сингли

#### Як головний артист
| Назва                                         | Рік  | Пікові позиції в чартах | Альбом               |
| Назва                                         | Рік  | ITA                     | Альбом               |
| --------------------------------------------- | ---- | ----------------------- | -------------------- |
| "Cosa ci resta"                               | 2022 | —                       | Сингли поза альбомом |
| "So chi sei"                                  | 2022 | —                       | Сингли поза альбомом |
| "Per non sentire la noia" (Bnkr44 feat. Jvli) | 2023 | —                       | Сингли поза альбомом |
| "Guida spericolata"                           | 2023 | —                       | Сингли поза альбомом |
| "Effetti speciali"                            | 2023 | —                       | Сингли поза альбомом |
| "Governo punk"                                | 2024 | 20                      | Сингли поза альбомом |
| "Ma che idea" (with Pino D'Angiò)             | 2024 | 21                      | Сингли поза альбомом |

#### Як відомий артист
| Назва                                                                   | Рік  | Пікові позиції в чартах | Certifications | Альбом               |
| Назва                                                                   | Рік  | ITA                     | Certifications | Альбом               |
| ----------------------------------------------------------------------- | ---- | ----------------------- | -------------- | -------------------- |
| "Diavolo" (Night Skinny, Ghali & Rkomi feat. Tedua & Bnkr44)            | 2022 | 6                       | - FIMI: Gold   | Сингли поза альбомом |
| "Così non va" (Night Skinny & Rkomi feat. Madame, Bnkr44, Gaia & Elisa) | 2022 | 60                      |                | Сингли поза альбомом |
| "La verità" (Tedua feat. Bnkr44)                                        | 2022 | 22                      |                | Сингли поза альбомом |